# Правителі Бранденбургу
Правителі Бранденбурзького маркграфства (1157—1806). Бранденбурзькі маркграфи обіймали посаду курфюрстів Священної Римської імперії з 1356 року до розпаду імперії в 1806 році. Після цього титулярними маркграфами Бранденбургу були прусські королі (1806—1918) та німецькі імператори (1871—1918) з династії Гогенцоллернів.

## Династія Асканіїв
- 1157–1170 — Альбрехт Ведмідь
- 1170–1184 — Отто I
- 1184–1205 — Отто II
- 1205–1220 — Альбрехт II
- 1220–1266 — Йоган I
- 1220–1267 — Отто III
- 1267–1281 — Йоган II
- 1281–1308 — Отто IV
- 1308–1319 — Вальдемар I
- 1319–1320 — Генріх II

## Династія Віттельсбахів
- 1323–1351 — Людвіг I
- 1351–1365 — Людвіг II
- 1351–1373 — Отто V Лінивий

## Династія Люксембургів
- 1373–1378 — імператор Карл IV
- 1378–1388 — Сигізмунд (імператор)
- 1388–1411 — Йост Моравський

## Династія Гогенцоллернів
- 1411–1440 — Фрідріх I (курфюрст Бранденбургу) (з 1415 — курфюрст)
- 1440–1470 — Фрідріх II (курфюрст Бранденбургу)
- 1470–1486 — Альбрехт III Ахіллес
- 1486–1499 — Йоган Ціцерон
- 1499–1535 — Йоахім I Нестор
- 1535–1571 — Йоахім II Гектор
- 1571–1598 — Йоган Георг
- 1598–1608 — Йоахім Фрідріх
- 1608–1620 — Йоганн-Сигізмунд
- 1620–1640 — Георг-Вільгельм
- 1640–1688 — Фрідріх-Вільгельм
- 1688–1713 — Фрідріх III (з 1701 р. — король Прусії Фрідріх І)
- 1713–1740 — Фрідріх-Вільгельм I
- 1740–1786 — Фрідріх ІІ Великий
- 1786–1797 — Фрідріх Вільгельм II
- 1797–1806 — Фрідріх Вільгельм III